# 郝铁民
郝铁民（1921年—1990年7月17日，原名郝允庆，男，山东微山人，中华人民共和国政治人物。曾任中共保定市委副书记兼市长、中共邯郸市委副书记。

## 生平
郝铁民生于山东省微山县房庄一个书香门第。1935年，考入沛县中学，1936年冬辍学。因受到父亲的爱国思想影响，1937年10月，郝铁民赴徐州加入第五战区抗日学生军团，在大别山接受了9个月的军事训练。1938年6月，被分配到苏中地区工作。1938年冬，调往鲁南特区工作，被派回家乡开展抗日活动。
1939年3月，郝铁民加入中国共产党。历任沛滕边县二区青救会主任、区委书记等职务。1941年至1948年，郝铁民历任中共曹县县委宣传部长、社会部长兼公安局长，菏泽城防司令兼政委，中共单县县委副书记，保定市公安局预审科科长等职务。
中华人民共和国成立后， 1951年至1955年4月，郝铁民历任中共保定市委政策研究室主任、秘书长等职务。1955年5月，出任中共保定市委常委兼副市长。1958年3月，出任中共保定市委副书记兼市长。
1960年，郝铁民受到批判，被划为“阶级异己分子”，撤销其职务，降级使用。1979年5月，中共河北省委为郝铁民平反，并决定为郝铁民恢复名誉及职务，并且补偿损失。1979年，郝铁民调任中共邯郸市委副书记，兼管公安及司法工作。1984年，郝铁民离休。
1990年7月17日，郝铁民病逝。